# Сато, Хироаки
Хироаки Сато (яп. 佐藤 弘明 Сато: Хироаки, 5 февраля 1932, Хиого — 1 января 1988, Япония) — японский футболист.

## Клубная карьера
На протяжении своей футбольной карьеры выступал за клуб «Kwangaku Club».

## Карьера в сборной
С 1955 по 1959 год сыграл за национальную сборную Японии 15 матчей. Также участвовал в Олимпийских играх 1956 года.

### Статистика за сборную
| Сборная Японии | Сборная Японии | Сборная Японии |
| Год            | Матчи          | Голы           |
| -------------- | -------------- | -------------- |
| 1955           | 5              | 0              |
| 1956           | 3              | 0              |
| 1957           | 0              | 0              |
| 1958           | 4              | 0              |
| 1959           | 3              | 0              |
| Итого          | 15             | 0              |

## Достижения
- Обладатель кубка Императора (4): 1953, 1955, 1958, 1959